# Mesudiye (Ordu)
Pour les articles homonymes, voir Mesudiye (homonymie).
Mesudiye est une ville et un district de la province d'Ordu dans la région de la mer Noire en Turquie.